# 棕矮星沙漠
棕矮星沙漠（英語：brown-dwarf desert）是一個理論上的聯星系統中的軌道距離，是指聯星系統中屬於伴星的棕矮星可存在的軌道半長軸下限。一般來說如果主星的質量與太陽相等，該距離下限是5天文單位。
這個距離下限的由來是因為如果棕矮星形成時就是聯星系統伴星的時候，如果距離是 5 天文單位以下，棕矮星會開始向主星移動直到被主星併吞為止。
最近的觀測結果發現極低質量聯星系統可能會打破棕矮星沙漠這個理論。這是因為低質量聯星的軌道是 5 天文單位左右，但因為較大伴星的低質量，至今仍是一個爭論議題。